# Complutenserpolyglotten
Complutenserpolyglotten eller Komplutenserpolyglotten er en polyglotbibel, det vil sige en bibeludgave med Det Gamle Testamente og Det Ny Testamente
i grundsprogene tillige med flere eller
færre oversættelser.
Den ældste og mest kendte af sådanne bibeludgaver
er Complutenserpolyglotten, således kaldet fordi den udgik
fra Alcalá de Henares, det gamle Complutum, hvor kardinal
Jimenez (1436-1517) havde grundlagt et universitet og dertil
knyttet fremragende lærde, som i en årrække
arbejdede på dette værk. Kardinalen selv
påbegyndte arbejdet 1502, og 1514-17 fandt
trykningen sted, men først 1520 indløb den
pavelige (Leo X) tilladelse til værkets offentliggørelse,
hvorved Erasmus’ udgave af det græske Ny Testamente
fra 1516 fik et betydeligt forspring for den
complutensiske nytestamentlige tekst, der
forelå færdig allerede 1515.
Polyglotten omfattede
seks store foliobind af hvilke de fire første indeholdt
den hebraiske tekst til Det Gamle Testamente,
Septuaginta med ordret latinsk oversættelse mellem linjerne,
Vulgata og for de fem mosebøgers vedkommende tillige
Onkelos’ Targum med latinsk oversættelse; bind fem bragte
Det Ny Testamente på græsk og efter Vulgatas latinske
tekst samt et græsk-latinsk leksikon dertil og bind seks
hebraisk grammatik og leksikon til Det Gamle Testamente.